# Wherigo

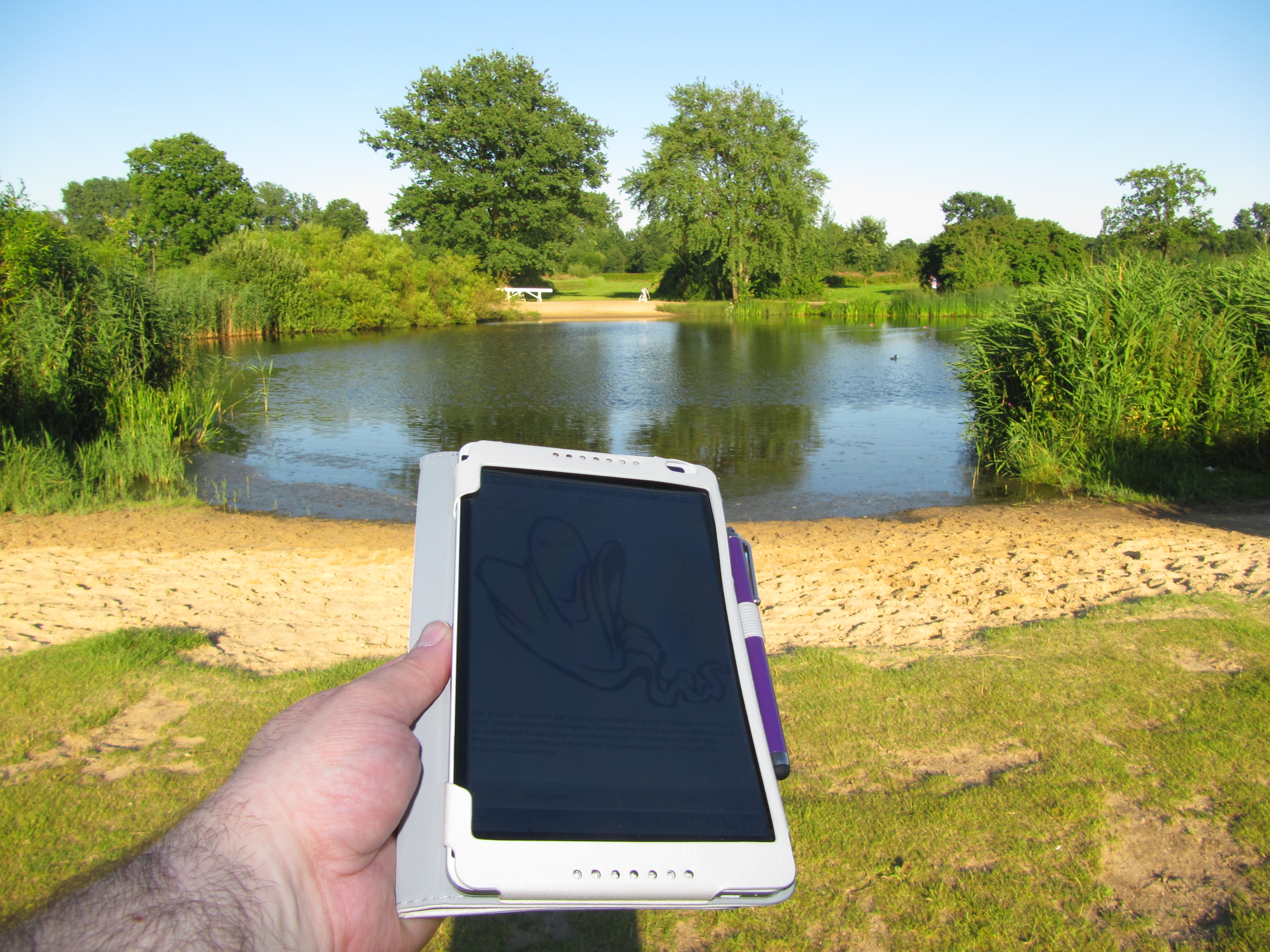
Beim Spielen eines Wherigo mit einem Tablet auf der Horner Rennbahn in Hamburg

Wherigo [ˈwɛɹaj.ˌgo] (anhörenⓘ) (Abkürzung: WIG) (anhörenⓘ) ist eine GPS-basierte Freizeitaktivität, bei der eine virtuelle Geschichte als programmierter Spielablauf, der Cartridge genannt wird, mit dafür ausgelegten GPS-Empfängern oder geeigneten Smartphones bzw. Tablets im Freien gespielt wird. Wherigos können als eigenständiges Spiel auf der Plattform wherigo.com gespielt werden, sind aber üblicherweise auf der Geocaching-Plattform geocaching.com als eigene Geocache-Art mit einem eignen Icon eingebunden. Der Name selbst ist ein Kunstwort, das auf dem Englischen „where I go“ (zu Deutsch: „wohin ich gehe“) basiert. Erfinder und Betreiber der beiden beteiligten Websites ist die Firma Groundspeak mit Sitz in Seattle.

## Technische Entwicklung und Verbreitung
Wherigo wurde im Januar 2008 von Groundspeak auf der Plattform wherigo.com als Wherigo beta veröffentlicht und ergänzend zeitgleich als eigene Geocache-Art bei geocaching.com implementiert. Zu dem Zeitpunkt existierte eine Kooperation zwischen Groundspeak als Betreiberfirma der Plattform geocaching.com und dem führenden Hersteller von GPS-Empfängern, der ursprünglich in den USA und inzwischen in der Schweiz ansässigen Firma Garmin.
Seinerzeit waren die meisten speziell für Geocaching konzipierten Garmin-Geräte in der Lage, Wherigos zu verarbeiten. Aktuelle Garmin-Geräte (ab dem Produktionsjahr 2014) sind nicht mehr mit der Möglichkeit ausgestattet, Wherigos abspielen zu können, weswegen inzwischen entsprechende Cartridges vor allem mit Smartphones bzw. Tablets und einer der verschiedenen, kostenlos von Drittanbietern verfügbaren Apps oder mit älteren Garmin-Geräten von Geocachern gespielt werden.
Im Rahmen der ersten „Abenteuer GPS“-Ausstellung in Europa, einer besonderen Geocache-Art und -Veranstaltung von Groundspeak, die im September 2013 in Prag stattfand, wurde darauf hingewiesen, dass sich zum damaligen Zeitpunkt die meisten Wherigos in der Tschechischen Republik, die zweitmeisten in Deutschland und die drittmeisten in den USA existierten. Generell lässt sich feststellen, dass Wherigo-Geocaches zu den seltenen Geocache-Arten gehören, weil sie aufwändig in der Programmierung sind, die mitunter Monate dauern kann.
Während Wherigos in Europa weiterhin beliebt sind, hat Groundspeak die Weiterentwicklung eingestellt; die letzten Updates beim Wherigo Player und Wherigo Builder sind vom Mai 2008. Zudem ist wherigo.com nicht über den Beta-Status hinausgekommen. Neue Wherigos können aber weiterhin programmiert, hochgeladen und sowohl auf wherigo.com wie auch geocaching.com gespielt werden. Derzeit gibt es 8.918 aktive Wherigos weltweit (Stand: Juli 2016).

## Programmiermöglichkeiten

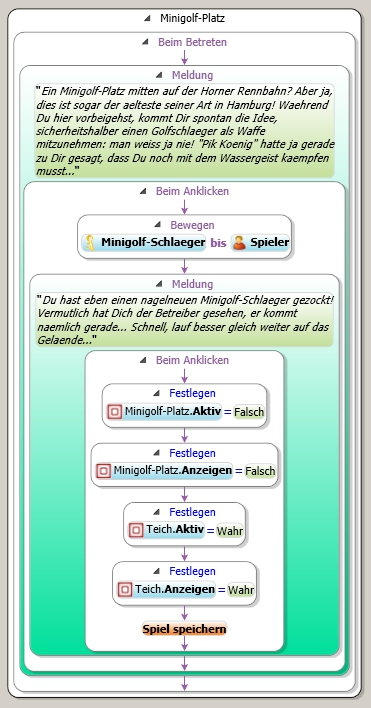
Beispiel für die Programmierung einer Aktionszone mit Urwigo

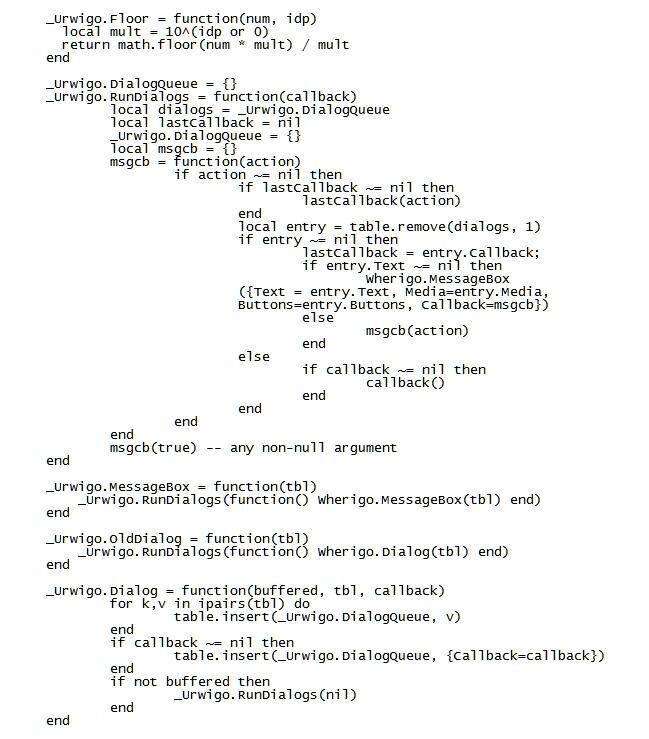
Auszug aus dem Lua-Code für einen Wherigo

Sofern man eine Idee für einen möglichen Spielablauf oder eine geplante Stadtführung entwickelt hat, ist der nächste Schritt, diese als Cartridge zu programmieren. Dafür wird auf wherigo.com der offizielle Wherigo-Builder als Hilfsprogramm angeboten, dessen Bedienung allerdings nicht selbsterklärend ist. Einfacher in der Bedienung ist das Programm „Urwigo“, das unabhängig von Groundspeak von der tschechischen Geocaching-Community 2010 nicht kommerziell entwickelt wurde, auf der Visualisierung von Befehls- und Handlungsbausteinen basiert und ebenfalls kostenlos downloadbar ist. Während die Website dafür nur auf Tschechisch ist, kann man im Programm selbst unterschiedliche Spracheinstellungen wählen, darunter auch Deutsch und Englisch. Die neueste Version des Programms ist von 2013 (Stand: Juli 2016).
Ziel ist es, mithilfe eines der genannten Hilfsprogramme eine Cartridge zu erstellen, indem man sukzessive Aktionszone für Aktionszone definiert mit Koordinaten, Größe und eventuell Aufgaben, die den Spielern darin jeweils gestellt werden sollen. Dabei ist es auch möglich, Grafiken (im Format von maximal 240 × 400 Pixel) oder Audioclips einzufügen. Die Programmiersprache, in die alle Anweisungen im Hintergrund übersetzt werden, ist Lua. Sofern man sie beherrscht, ist es auch möglich, eine Cartridge direkt in LUA zu programmieren.
Beim Abschluss der Programmierarbeiten wird die Cartridge erstellt, indem alle Vorgaben in eine kompilierte Datei übersetzt werden. Dabei muss man zuvor auswählen, ob man die Cartridge für Pocket-PC (Dateiendung: .gwc) oder für Garmin-Geräte (Dateiendung: .gwz) erstellen will. Häufig entscheiden sich Wherigo-Owner dazu, beide Versionen anzubieten, um keine Spielergruppe, die nur eines der aufgeführten Geräte besitzt, auszugrenzen.

## Funktions- und Spielweise

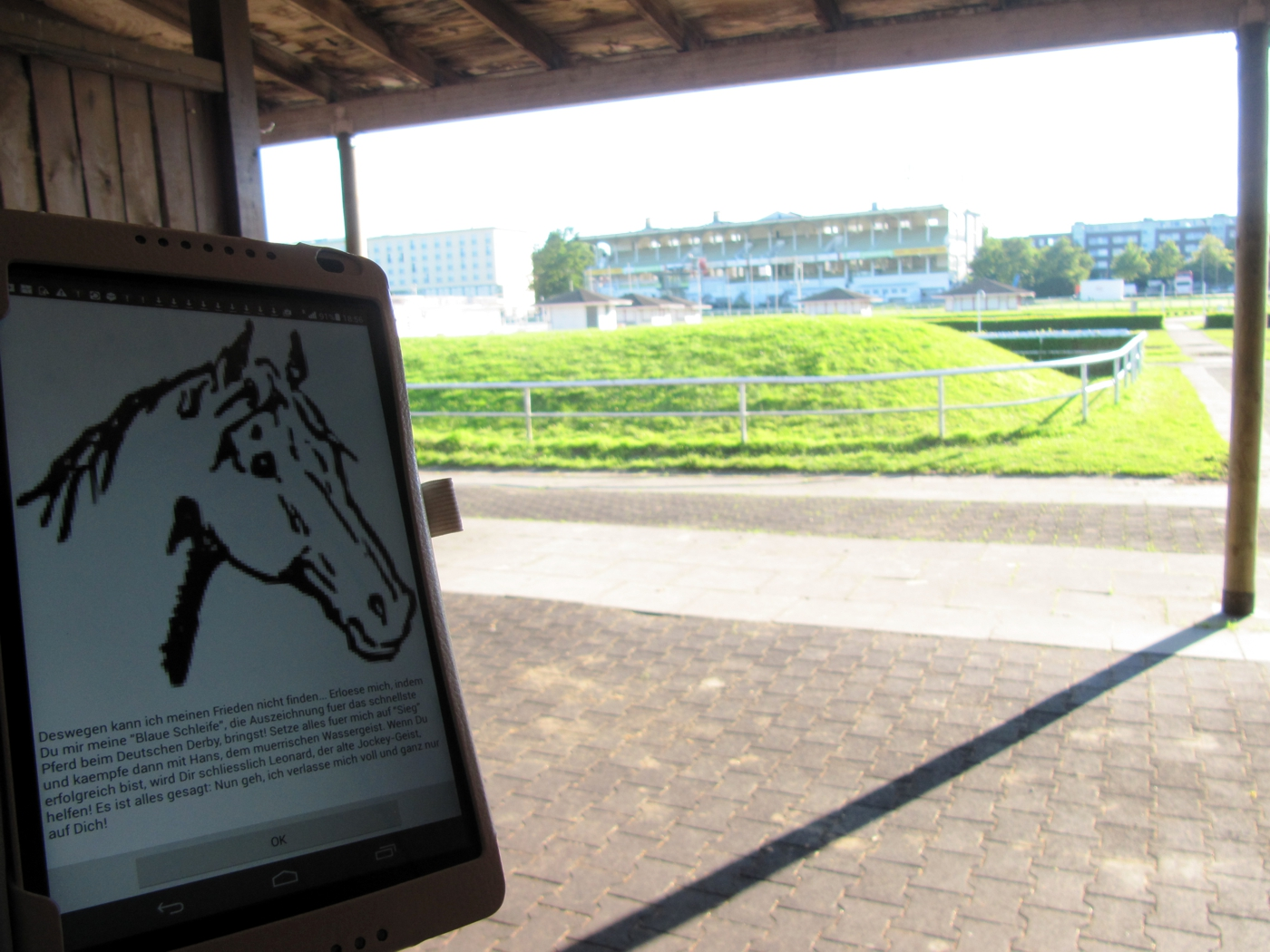
Beispiel für einen Dialog in einer Cartridge vor Ort auf der Pferderennbahn

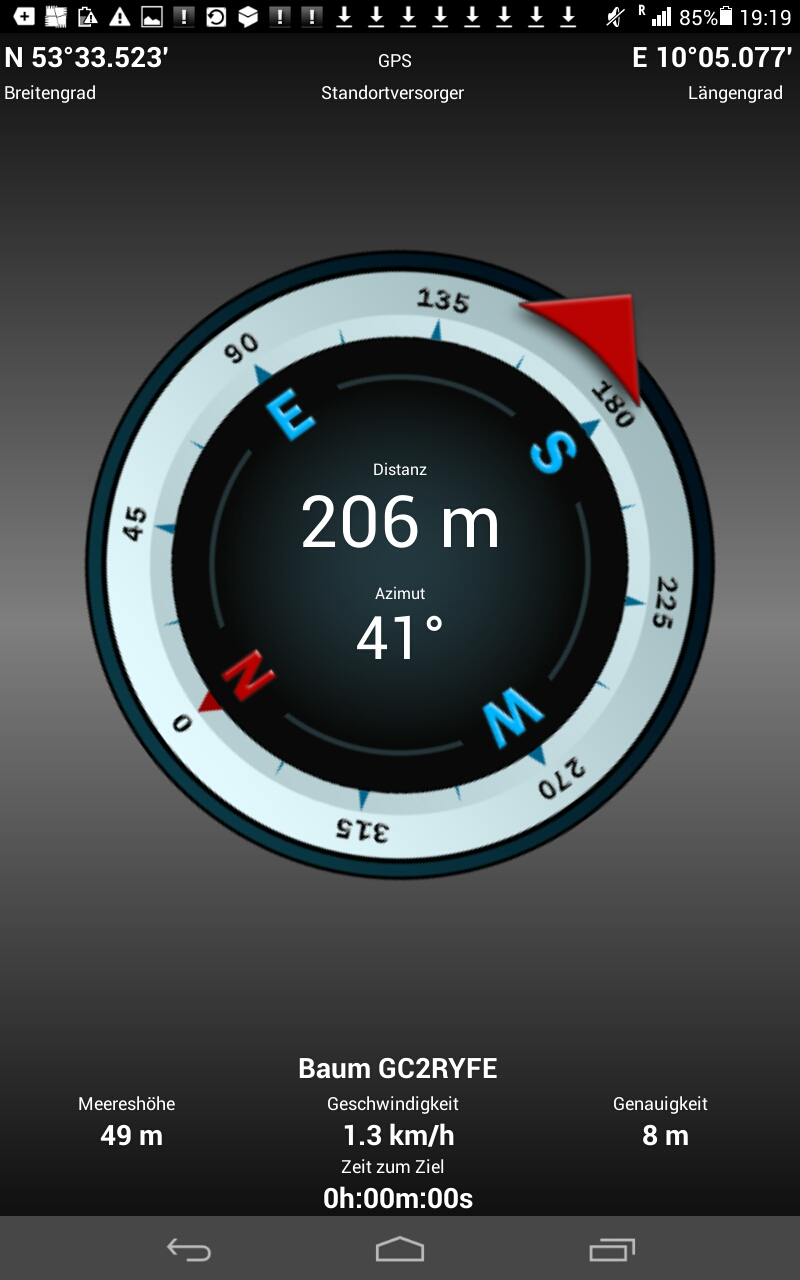
Kompass und/oder ein Pfeil führen einen im Spielverlauf von Aktionszone zu Aktionszone

Wherigos werden im Freien gespielt: Mithilfe eines GPS-Empfängers bewegt man sich innerhalb bestimmter Areale, „Aktionszonen“ (Action Zones) genannt, die in der jeweiligen Cartridge per Koordinaten definiert sind. Es gibt verschiedene Untergruppen von Wherigos: „Abenteuergeschichte“ (Fiction), „Ortsunabhängiges Spiel“ (Play Anywhere), „Rätsel“ (Puzzle), „Stadtführung“ (Tour Guide) und „Sonstige Spiele“ (Other). Diese sind auf wherigo.com durch kleine Icons bei der jeweiligen Beschreibung einer Cartridge gekennzeichnet; so ist das Symbol für eine Abenteuergeschichte ein kleiner, feuerspeiender Drache oder für eine Stadtführung wurde ein kleiner Fotoapparat gewählt.
Man sucht sich entweder ein Geocache-Listing aus der Rubrik der Wherigos auf geocaching.com aus oder schaut auf wherigo.com nach der Beschreibung einer Cartridge, die einem gefällt. In beiden Fällen muss man die Cartridge herunterladen auf sein Smartphone bzw. Tablet oder von seinem PC per USB-Kabel in einen speziellen Ordner auf sein Garmin-Gerät verschieben. Nach dem Start folgt man den Anweisung der Cartridge, die einen durch den Spielablauf führt. Dabei muss man, je nach Variante, in jeder Aktionszone vielleicht Fragen beantworten, ein Rätsel lösen, innerhalb einer gewissen Zeit eine Aufgabe erledigen oder virtuelle Gegenstände, die einem innerhalb bestimmter Aktionszonen angezeigt werden, aufnehmen, verwenden oder ablegen.
Ein Pfeil mit Abstandsangaben führt einen von einer Aktionszone zur nächsten. Am Ende des Spiels findet man schließlich im Freien einen typischen Geocache-Behälter mit einem Logbuch, in das man sich einträgt und später auch online seinen Fund loggt. Zugleich geben die meisten Cartridges einen „Freischaltcode“ (Unlock-Code) aus, mit dem man zusätzlich auf wherigo.com die Cartridge als „erfolgreich durchgespielt“ markieren, bewerten und loggen kann.
Die Möglichkeiten, die einem als Programmierer bzw. Geocache-Besitzer offenstehen, sind die vielfältigsten aller Geocache-Arten, denn es lassen sich dabei Elemente von Challenge-, Multi- und Rätsel-Geocaches sowie traditionellem und virtuellem Geocache beliebig miteinander kombinieren, wobei man zusätzlich noch spezielle Funktionen nutzen kann, die nur Wherigos bieten wie Animationen, Audioeinspielungen oder Zeitbeschränkungen für bestimmte Handlungen oder das Zurücklegen einer Wegstrecke.